# 萨尔考
萨尔考，是匈牙利托尔瑙州所辖的一个村，总面积17.08平方公里，总人口597，人口密度35.0人/平方公里（2010年1月1日）。